# Henrik Bertilsson
Claes Henrik Bertilsson, född 16 oktober 1969 i Husie församling i Malmö, är en svensk före detta fotbollsspelare, anfallare.
Bertilsson kommer från Gånghester där han började spela fotboll i Gånghester SK. Familjen flyttade sedan vidare till Stafsinge strax utanför Falkenberg där han debuterade som 15-åring i Div 5. Falkenbergs FF lockade sedan över honom. Hans målfarlighet ledde honom sedan till flera framgångsrika säsonger i Halmstads BK, med vilka han blev svensk mästare 2000. Han vann även den allsvenska skytteligan för klubben 1993, med 18 gjorda mål. Han gjorde en A-landskamp för Sverige, ett inhopp mot Schweiz i Borås augusti 1993. Henrik Bertilsson avslutade sin karriär i oktober 2002 genom att ta Falkenbergs FF till Superettan.

## Meriter
- Allsvensk skyttekung med Halmstads BK 1993
- Svensk mästare med Halmstads BK år 2000